# 保齡球運動
保齡球（bowling）是一种適合室內、戶外運動，持球者把球朝著目標物擊倒的運動。現在的球具、場地、目標物及計分方式都有國際標準、規格和規範。

## 遊戲變化

### 瓶制保齡球
室內運動
持球者把球朝著球道上排列球瓶用滾動的方式擊倒的運動，現在的保齡球無論在球道、球瓶及計分方式都有國際標準和規格作為規定和規範。
- 5瓶制保齡球（英语：Five-pin bowling）
- 9瓶制保齡球（英语：Nine-pin bowling）
- 10瓶制保齡球，由9瓶制演變而來，常見排列方式為「正三角形」。
- 短瓶制保齡球（英语：Duckpin bowling），由10瓶制演變而來，瓶身長度較為短小。
- 直瓶制保齡球（英语：Candlepin bowling），瓶身筆直，類似蠟燭。

### 滾球投擲
戶外運動
- 滾球
- 草地滾球
- 硬地滾球
  - 地板滾球，主要適合年長者、年幼者，以及行動不便人士。
- 法式滾球

## 名稱
“保齡球”这一中文名称是英文的音译。早先被意译为“地球”（bowling alley），如1928年開業的天津勸業場「八大天」娛樂設施中的「天緯地球社」和1973年北京电影制片厂出品的南斯拉夫译制片《瓦尔特保卫萨拉热窝》中的“库斯曼地球厅”是一个有两条球道的保龄球场。

## 歷史
|  |  |  |

|  |  |

早在前7200年古埃及的古墓中被考古學家發現有九個球瓶和一個石球，因而被認為那時可能就有類似保齡球的運動。在埃及發現前332年到30年的建築遺蹟，據推斷可能是人類最早被發現的保齡球場。之後到了3到4世紀的歐洲，變成了宗教儀式，把球瓶當作是惡魔，然後用球去擊倒，作為除魔的象徵。而中世紀的宗教革命之後在德國，保齡球逐漸發展起來成為九瓶運動（skittles）。在16世紀傳入美國，然後1930年代逐漸由九個球瓶演變成為現在的十個球瓶的保齡球運動。